# Stanisław Sokołowski (nauczyciel)
Stanisław Sokołowski (ur. 25 lipca 1888 w Warszawie, zm. 18 sierpnia 1938) – nauczyciel, żołnierz Legionów Polskich, podporucznik rezerwy piechoty Wojska Polskiego, inspektor Straży Więziennej.

## Życiorys
Urodził się 25 lipca 1888 w Warszawie, w rodzinie Jana i Kaliksty z Schmittów.
Ukończył gimnazjum w Krakowie oraz studia na Wydziale Filozoficznym Uniwersytetu Lwowskiego. Został profesorem gimnazjalnym. Pracował w gimnazjum w Łęczycy.
Podczas I wojny światowej służył w 2 pułku piechoty Legionów Polskich. Od maja 1918 służył w niemieckiej służbie więziennej. U kresu wojny uczestniczył w rozbrajaniu zaborców, a z chwilą odzyskania niepodległości przez Polskę został mianowany naczelnikiem więzienia w Łęczycy. Równolegle nadal pracował jako nauczyciel w łęczyckim gimnazjum. W 1925 ustąpił ze stanowiska naczelnika łęczyckiego więzienia kontynuując wyłącznie pracę nauczycielską. W Gimnazjum im. Kazimierza Wielkiego w Łęczycy uczył języka polskiego i języka łacińskiego od 1924 do 1926. W 1929 powrócił do pracy w więziennictwie. Pełnił służbę na stanowisku inspektora w Inspekcji Więzień Wydziału Administracji Więzień Departamentu Karnego Ministerstwa Sprawiedliwości. Dokonał reorganizacji prac wychowawczych w zakładzie w Studzieńcu. Następnie jako inspektor odpowiadał za szkoły więzienne i zakładów poprawczych. W więziennictwie zaangażował się w sferze szkolnictwa i jako redaktor. Był redaktorem miesięcznika naukowego „Przegląd Więziennictwa Polskiego” (wydawany w latach 1933–1936) oraz dwutygodnika branżowego „W Służbie Penitencjarnej” (od 3 maja 1936 do końca życia).
W Wojsku Polskim został awansowany do stopnia podporucznika rezerwy piechoty ze starszeństwem z dniem 1 czerwca 1919. Był oficerem rezerwowym 37 pułku piechoty, stacjonującego w Kutnie i w Łęczycy. W 1934 jako rezerwy był przydzielony do Oficerskiej Kadry Okręgowej nr I jako oficer po ukończeniu 40. roku życia i pozostawał wówczas w ewidencji Powiatowej Komendy Uzupełnień Warszawa Miasto III. Należał do Związku Legionistów Polskich.
Zmarł nagle 18 sierpnia 1938 na atak serca w wieku 50 lat. Został pochowany 20 sierpnia 1938 w Kwaterze Legionistów (B5-1-9) na Cmentarzu Wojskowym na Powązkach w Warszawie. Był żonaty z Feliksą.

## Ordery i odznaczenia
- Złoty Krzyż Zasługi – 9 listopada 1932 „za zasługi w służbie państwowej”[13]
- Medal Niepodległości – 5 sierpnia 1937 „za pracę w dziele odzyskania niepodległości”[14][1][15]
- Srebrny Krzyż Zasługi – 1923